# Alfonso Nasarre Goicoechea
Alfonso Nasarre Goicoechea (Madrid, 23 de desembre de 1958) és un periodista que va ser Director de RNE de 2013 a 2018. Va formar part de la Secretaria d'Estat de Comunicació. És germà d'Eugenio Nasarre Goicoechea.

## Biografia
Va néixer el 23 de desembre de 1958, és casat i llicenciat en Ciències de la Informació per la Universitat Complutense de Madrid. Entre 1985 i 1997 va desenvolupar la seva labor professional en els Serveis Informatius de la Cadena COPE, com a redactor, cronista parlamentari, cronista polític i Redactor en Cap de la Secció de Política Nacional.
El gener de 1997 i durant el mandat de José María Aznar, es va incorporar a la Secretaria d'Estat de la Comunicació del Ministeri de la Presidència com a assessor executiu. Arriba de la mà del qui en aquest moment és portaveu del Govern, Miguel Ángel Rodríguez.
En 2000 va ser nomenat director general de l'Oficina de Seguiment Informatiu del Ministeri de la Presidència per Pío Cabanillas.
Al juliol de 2002, canvia de càrrec i se'l nomena Director General de Comunicació de l'Àrea Nacional, amb Mariano Rajoy com a vicepresident primer del Govern i com a portaveu del Govern. Alfonso Nasarre continuarà en el càrrec durant el breu càrrec de portaveu d'Eduardo Zaplana.
Amb la derrota del PP en 2004, Alfonso Nasarre torna a la Cadena COPE com a Director de Comunicació en el final de l'estiu d'aquest any. Posteriorment va ser en la mateixa ràdio Director d'Antena.
Al juliol de 2012, després del nomenament de Leopoldo González-Echenique com a President de RTVE, és nomenat Director de Comunicació i Relacions Institucionals de RTVE. Des de juny de 2013 fins a juliol de 2018 va ostentar el càrrec de Director de RNE. El 2018 fou guardonat amb l'Antena de Oro per la seva trajectòria professional.